# Guillermo Emilio Magrassi
Guillermo Emilio Magrassi (29 de enero de 1936- Ciudad de Buenos Aires, 25 de junio de 1989) fue un político, sociólogo y antropólogo argentino.

## Biografía
Su formación académica tuvo un vuelco hacia la sociología, en particular cuando conoció al Dr. José Luis de Imaz. Carrera que realizó en la Universidad del Salvador, egresando en 1966 y obteniendo el título habilitante como Licenciado en Sociología con especialidad en Antropología en 1968. Realizó estudios de postgrado en la Universidad de Seattle y la Universidad de México y completó su formación con Psicología, Museología, y Culturas Aborígenes, temas sobre los que fue asesor y conferencista. En 1972 fue director del Museo Americanista de Lomas de Zamora. Fue Presidente de la Asociación Iberoamericana de Estudios Antropológicos y profesor titular de las cátedras de Sociología y Antropología Social y Cultura en la Universidad de Buenos Aires, Universidad Católica de Santiago del Estero, Universidad Católica Argentina Capital Federal y La Plata, la Universidad de Belgrano, la Universidad del Salvador y Escuela Superior de Bellas Artes Ernesto de la Cárcova (Arte Indígena Argentino, cátedra creada a instancias suya), entre otras instituciones.  Es autor de innumerables artículos y varios ensayos de envergadura histórica y etnográfica.[cita requerida]
Colaboró con el 1.er. Censo Indígena Nacional (1966/67), fue director de Asuntos Aborígenes de Salta (1969) y de Promoción Comunitaria en la Provincia de Jujuy (1970); también fue asesor sociológico de la Municipalidad de Lomas de Zamora (1971/75) donde fundó y dirigió el Museo Americanista (1972). En la actualidad la Sala de Etnografía lleva su nombre. En la arena política fue candidato a la Intendencia Municipal de Lomas de Zamora en 1973 por el Frente de Izquierda Popular  (FIP).
Fue inspirador en 1983 de la Casa "Che-Peñi" del Centro de Estudios Históricos Antropológicos y Sociales Sudamericanos (CEHASS) dirigido por Raquel y Rodolfo Serna, que tuvo su sede en la calle Salta 1064, de Capital Federal.
Como divulgador científico se destacó en programas que alcanzaron popularidad, como el ciclo televisivo La Aventura del Hombre (1984/5) y el programa radial Orígenes que se emitía por Radio Continental (1984) y fue colaborador del programa televisivo Argentina Secreta.
Trabajó como investigador para la OEA, CEPAL, Instituto Nacional de Cultura Popular, ILPES, el Museo del Hombre de París y los Archivos Históricos de Madrid y del Vaticano. Dictó conferencias en diferentes países y en ciudades de la Argentina.
En 1987 recibió el Premio Konex - Diploma al Mérito como uno de los periodistas de divulgación científica de la Argentina. En su memoria en 2001 inicia sus actividades el Museo Arqueológico de la Ciudad de Mar del Plata lleva su nombre.

## Obras
Fue colaborador de la Revista Cultura y Nación del Diario Clarín y autor de numerosos libros, notas, artículos y ponencias. Son sus textos:
- (Autores varios). "El complejo Chiriguano Chañé. Los grupos amazónicos del Chaco". En Censo Indígena Nacional. Tomo II. Ministerio del Interior. Buenos Aires 1968. Reeditado por el Gobierno de Salta en 1969.
- y Biazzi, Miguel. "Orígenes". Ed. Corregidor. Argentina. Reedición 1996 -Magrassi, G. "Indígenas Chagüenos". En El País de los argentinos. Fascículo N° 96. CEAL, Bs. As., 1976 -Magrassi, G. "El Chaco". En El País de los argentinos, CEAL, Bs. As., 1976. Reeditado en 1977 -Magrassi, G. - Rocca, M. "Los Chiruguano - Chañe de la Argentina". Ed. Huemul, Bs. As., 1977 -Magrassi, G. "Arte popular latinoamericano II" Ed. CEAL, Bs.As., 1977 -Magrassi, G. "Arte popular latinoamericano III" Ed. CEAL, Bs.As., 1978.
- "Los Cuna de Panamá y sus molas". Fascículo N° 46. Serie El arte. Pueblos, hombres y formas en el arte. Ed. CEAL. Bs. As. 1977.
- "Tapices indígenas del Ecuador". Fascículo N° 74 Serie El arte. Pueblos, hombres y formas en el alte. Ed. CEAL, Bs. As., 1977.
- "Guatemala y sus tejidos nativos". Fascículo N° 78 Serie El arte. Pueblos, hombres y formas en el arte. Ed. CEAL, Bs. As., 1977.
- "Artesanías tradicionales argentinas". Ed. Huemul, Bs. As., 1977.
- "Artesanías de Colombia". Fascículo N° 82 Serie El arte. Pueblos, hombres y formas en el arte. Ed. CEAL, Bs. As., 1977.
- (Autores varios). "Introducción al folklore". Introducción y comentarios Magrassi, G. y Rocca, M. Ed. CEAL, Bs. As., 1978. Reeditado 1991 -Magrassi G. "Matacos-Chorotís" 79/80
- y Rocca, M. "La historia de vida". Centro Editor de América Latina, Buenos Aires, 1980. Reeditado en 1990 para la colección Universidad Abierta.
- y Frigerio, A. "Máscaras Chañé". En Revista Color & Textura N.º 8. Bs As 1980 -Carozzi, M., Maya, M., Magrassi, G. Conceptos de Antropología Social, Buenos Aires, CEAL. FIRTH. 1980. Reeditado 1991.
- "La población aborigen del siglo XVI a la actualidad". Atlas Total de la República Argentina, fascículo N° 52. Ed. CEAL, Bs. As. 1981.
- Zeballos, E. "Callvucurá y las dinastías de los Piedra", introducción de Magrassi, G. CEAL, Bs. As., 1981.
- "I. Chiriguano Chañé" . Colección “Artesanía indígena argentina”. Ed. Búsqueda- Yuchán, Bs. As., 1981.
- "Pintores argentinos del siglo XX: Jorge de la Vega". CEAL, Bs. As., 1981.
- y Berón, Mónica y Radovich, Juan Carlos. "Los Juegos Indígenas" Colección “La vida de nuestro pueblo” CEAL, Buenos Aires, 1982. Reeditado en 1984 en "Los juegos indígenas y otras diversiones" en la colección “Cuadernos de Historia Popular Argentina”, CEAL, Bs. As.
- y G. Maya, M. y Frigerio, A. "Cultura y Civilización desde Sudamérica", Ed. Yuchan, Buenos Aires, 1982. Reeditado en 1999.
- "Manifiesto Sudamericano" Ed. El día que me quieras 1983
- "El arte rupestre (o parietal) argentino"
- y G. Slavsky, L. Berón, M. y Radovich, J.C. "Mito, magia y tradición". Colección “Cuadernos de Historia Popular Argentina” del Centro Editor de América Latina, Buenos Aires. 1986
- "Los aborígenes de la Argentina". Búsqueda-Yuchán, Bs. As., 1987.
- "Bibliografía comentada de la arqueología de Jujuy" (inédito).

Con posterioridad a su muerte se realizaron diversas actividades en recordación y homenaje a Guillermo Magrassi.